# Grube Georg-Joseph
Die Grube Georg-Joseph (auch Georg-Josef) war ein Bergwerk zur Gewinnung von Eisenerz bei Wirbelau (Runkel) im Lahn-Dill-Gebiet. Vorläufergruben bestanden bereits im 18. Jahrhundert, die Grube Georg-Joseph wurde im Jahr 1807 gegründet und 1966 stillgelegt.

## Geschichte

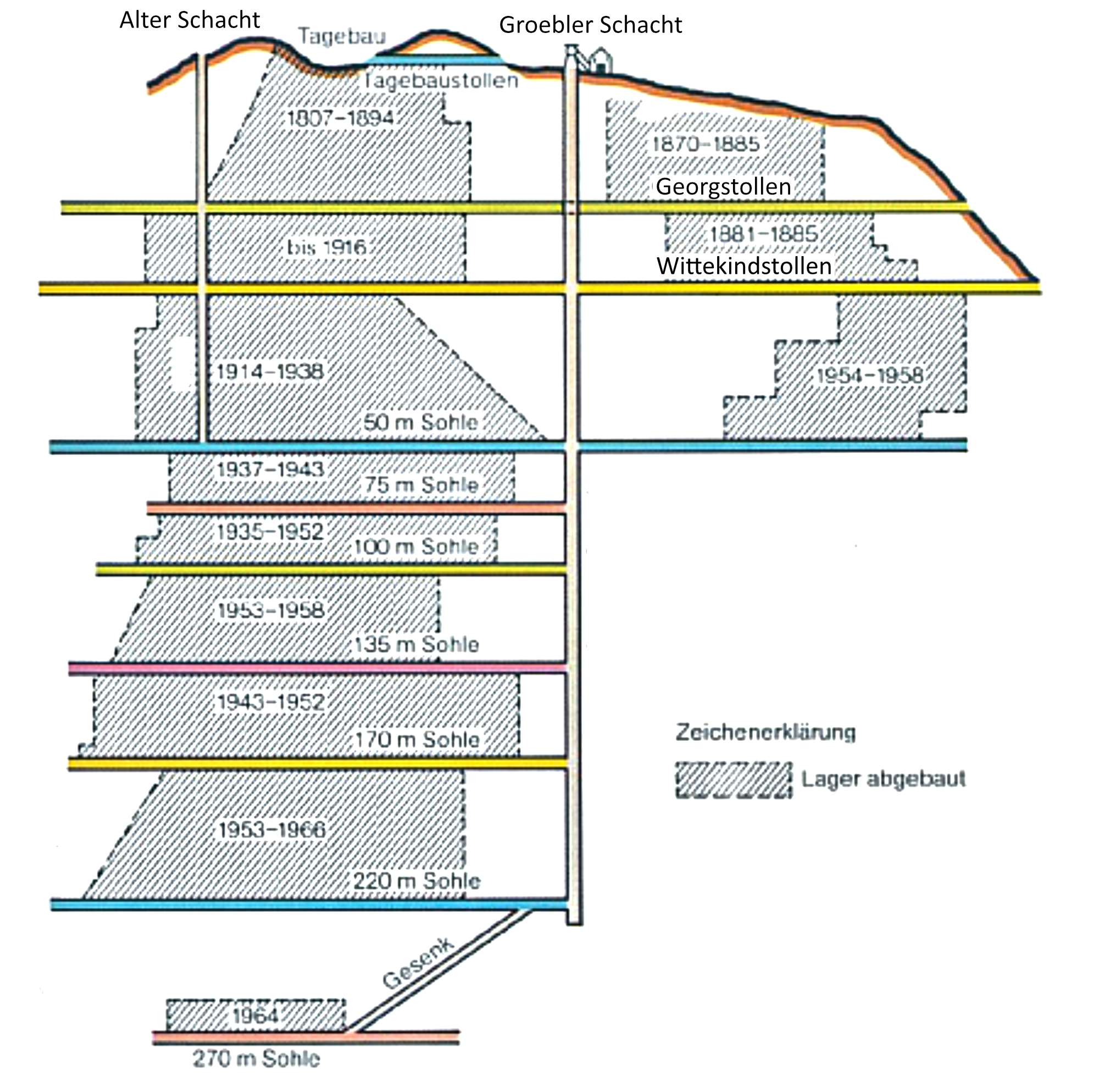
Schema der Stollen, Sohlen und Schächte

### Gründung 1807
Die Grubenfelder befanden sich seit der Gründung im Jahr 1807 im Besitz der Buderus’schen Eisenwerke (Wetzlar). Zunächst wurden zwei getrennte Grubenfelder verliehen (Georg und Joseph). Ab 1812 wurden die Abbaurechte für die Grube Georg von Herzog Wilhelm von Nassau an Buderus verliehen, für die Grube Joseph ab 1828. Am 28. Juli 1829 wurden beide Grubenfelder zusammengelegt und die Grube als Georg-Joseph von der Gewerkschaft Georg weitergeführt. Bei der Konsolidierung wurden auch die Grubenfelder Pforzheim, Hermannstein, Teutonenberg, Eisenkaute, Neue Wiese und Hermine der Grube zugeschlagen. Alle Grubenfelder zusammengefügt ergeben eine Fläche von 3,6 Quadratkilometern.
Der Vorgängerbergbau ist wenig dokumentiert. Bekannt ist, dass sich bereits 1812 ein Stollen (Tagebaustollen) zwischen dem im Tagebau betriebenen alten Abbau und der Verladestelle der Erze befand, der zum Transport der Erze genutzt wurde. Nachdem die Erzvorräte im Tagebau erschöpft waren, wurden südlich und östlich des Tagebaus oberflächennahe Stollen in den Berg getrieben, die in den Folgejahren durch mehrere tiefere und längere Stollen abgelöst wurden. Der Erztransport erfolgte mit Pferdefuhrwerken über unbefestigte Waldwege.

### Tiefbau ab 1865
Der erste große Schacht (Alter Schacht) wurde 1865 abgeteuft – als Maschinenschacht mit Dampfmaschine. Eine erste Abbau-Sohle wurde auf dem Niveau des Georgstollens in 50 m Teufe eingerichtet, eine weitere auf dem Niveau (84 m Teufe) des späteren Wittekindstollens. Ab 1867 gingen alle Grubenfelder wieder an Buderus. 1899 wurde dann als tiefstgelegener Stollenbau der Grube der Wittekindstollen aufgefahren, der der Förderung und der Wasserlösung diente. Der Stollen wurde zu Ehren des Buderus Aufsichtsratsvorsitzenden Anton Gustav Wittekind benannt. Ab 1882 wurde das Erz mit einer Seilbahn vom Schacht zum Bahnhof Gräveneck befördert. Um 1904 erreichte der 904 m lange Wittekindstollen den Alten Schacht. Vom Mundloch des Stollens wurde im gleichen Jahr eine Brücke über die Lahn nach Gräveneck gebaut, um die dortige Bahnstrecke der Lahntalbahn zu erreichen.
Im Jahr 1906 wurden wichtige technische Neuerungen auf der Grube eingeführt, so wurde das Geleucht der Bergleute von Öllampen auf Karbidlampen umgestellt und erstmals Pressluft-Bohrmaschinen eingesetzt. Schließlich wurde 1912 die Förderung mit Dampfmaschinen durch elektrische Förderung ersetzt. Sie gehörte damit zu den ersten elektrifizierten Grubenbetrieben des gesamten Lahngebietes. Im gleichen Jahr wurde ein neuer Tiefbau-Schacht begonnen, der Groebler-Schacht, benannt nach dem Generaldirektor Bergrat Alfred Groebler.
Der Groebler-Schacht war 1920 fertiggestellt, wurde zum Hauptförderschacht und blieb es bis zur Grubenschließung 1966. Der Schacht erlangte in dieser Zeit eine Teufe von über 300 m, davon 84 m oberhalb des als Tiefen-Bezugspunkt angesehenen Wittekindstollens und 220 m darunter.
Nach dem Ersten Weltkrieg war die gesamtwirtschaftliche Situation sehr schlecht und die steigenden Löhne und Kosten erschwerten den Betrieb erheblich. Trotz dieser angespannten finanziellen Lage wurde 1921 mit dem Bau einer zentralen Aufbereitungsanlage am Bahnhof Gräveneck begonnen, die im Folgejahr in Betrieb ging.
Die ungünstige wirtschaftliche Situation setzte sich 1923 fort und führte dazu, dass im Dezember 1923 die Kosten für Sprengstoff fast die Höhe der gesamten Lohnkosten erreichten, was den Betrieb unrentabel gestaltete. Bis Sommer 1926 lief der Betrieb unrentabel weiter, erst ab 1. Juni 1926 sorgte staatliche Finanzhilfe für eine Besserung der Situation aller Gruben an der Lahn. Die staatlich geförderte Blütezeit währte jedoch nur kurz – ab 1931 führte der massiv gesunkene Bedarf an Roheisen und die hohe Inflation zu einer erzwungenen Drosselung der Förderung. Im Jahr 1932 wurden nur noch weniger als 10 % der üblichen Fördermenge erreicht, man bereitete sich auf die Stilllegung vor. Ende 1932 wurde diese dann durchgeführt, der Betrieb eingestellt. Die Grubenbaue wurden allerdings wasserfrei gehalten, so dass eine Wiederaufnahme des Betriebs jederzeit möglich war.

### Intensivierter Abbau ab 1934

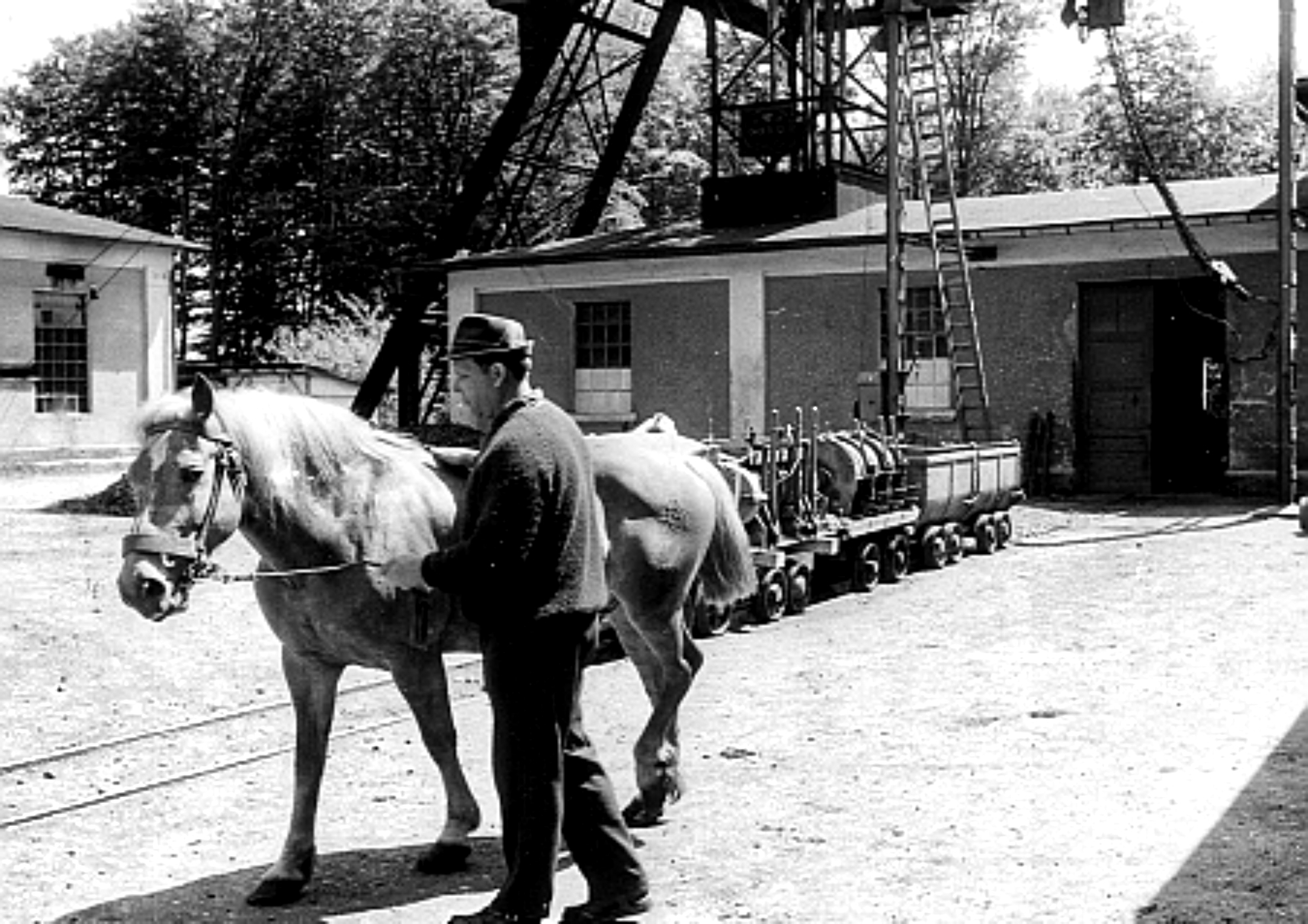
Pferdeförderung

Im Rahmen der nationalsozialistischen Autarkiebestrebungen wurde die Förderung bei allen Bergwerken im Deutschen Reich ab 1934 stark intensiviert bzw. wieder aufgenommen, so auch bei Grube Georg-Joseph. Die Grubentechnik wurde modernisiert und ab 1939 die Aufbereitungsanlage in Gräveneck umgebaut, um die erwartete hohe Förderleistung rentabel erbringen zu können.
In den Jahren 1942 bis 1945 wurde der Grubenbetrieb durch Zwangsarbeiter von Buderus aufrechterhalten. Durch das Ende des Zweiten Weltkriegs wurde im Frühjahr 1945 die Grube zwangsweise stillgelegt. Erst ab 1948 konnte die Förderung weitergehen. Abnehmer der Erze waren die Hochöfen in Oberscheld und in Wetzlar. 1950 war die Belegschaft wieder auf knapp 200 Personen angewachsen und die Förderung erreichte 64.000 Tonnen Erz pro Jahr. August 1957 gab es einen massiven Grubenbrand, der auf ganzer Länge brennende hölzerne Streckenausbau konnte erst nach einer Woche mit Hilfe sämtlicher Grubenwehren des Umlandes gelöscht werden.
Die 1950er und 1960er Jahre ergaben zahlreiche Veränderungen für das Bergwerk, modernere Abbaumethoden hielten Einzug. Der Firstenstoßbau wurde mit Schrappern und EIMCO Überkopfladern unterstützt. Auf der 220-m-Sohle wurde mit umfangreichen Untersuchungsstrecken nach neuen Erzlagern gesucht, zudem von dort ein saigeres Gesenk zu einer neu zu schaffenden 270-m-Sohle niedergebracht. Durch die Modernisierung der Technik konnte die Produktionsleistung der Bergleute mehr als verdoppelt werden, von 1 Tonne Erz pro Mann und Schicht 1950 auf 2,3 Tonnen im Jahr 1962. Bis 1966 wurde sogar eine Verdreifachung der Förderleistung auf 3 Tonnen pro Mann und Schicht erreicht.
Eine Besonderheit stellte die bis 1966 aufrechterhaltene Streckenförderung ausschließlich durch Pferde dar, lediglich die Abförderung durch den Wittekindstollen erfolgte mit Diesellokomotiven. Die Pferde leisteten Schwerstarbeit und zogen 10 bis 12 voll beladene Förderwagen mit insgesamt 15 – 16 Tonnen Gewicht.

### Stilllegung 1966
Der relativ hohe Phosphorgehalt des Erzes führte dazu, dass dieses nur zur Erzeugung von Gießereiroheisen verwendet wurde. Dieser Markt war rückläufig, zudem erstarkte die preisgünstigere Konkurrenz ausländischer Erze. Durch sehr umfangreiche Untersuchungen, insbesondere nordamerikanischer Unternehmen in den 1950er Jahren zu Eisenerzlagerstätten weltweit, vervielfachte sich in kurzer Zeit die Prognose der noch verfügbaren Erzreserven erheblich. Zudem gab es einen Preissturz bei den Kosten für die Seefracht. Als Folge davon sackte der Preis für Eisenerze auf ein für deutsche Bergbaubetriebe nicht rentables Tief. Nach kriegsbedingten Jahren der Unterversorgung gab es plötzlich ein Überangebot, was zu viel zu niedrigen Preisen führte, um für deutsche Erze wettbewerbsfähig bleiben zu können. Lag im Jahr 1953 der Preis pro Tonne Eisenerz noch bei 97 DM, stieg er zunächst bis 1957 auf 140 DM pro Tonne, danach stürzte er auf 73 DM pro Tonne. Bereits 1961 kostete eine importierte Tonne Erz aus Schweden nur noch 51 DM inkl. Transport zu den Hütten, während Erz aus dem Lahngebiet wegen der aufwendigen Gewinnung bei über 100 DM/Tonne lag.
Die übermächtige Konkurrenz preisgünstigerer Erze aus dem Ausland führte schnell dazu, dass deutsche Erze kaum mehr nachgefragt wurden. Für die Grube Georg-Joseph führte dies am 1. Mai 1966 zur endgültigen Schließung, die zuletzt 92 Bergleute starke Belegschaft musste entlassen werden. Sofort nach der Stilllegung wurden alle Tagesanlagen abgerissen, insbesondere das stählerne Fördergerüst über dem Groebler-Schacht, die Schachthalle und das Fördermaschinenhaus, im Jahr 1967 auch die Brücke über die Lahn. Als letzte bauliche Zeugen der Grube sind das Mundloch des Wittekindstollens und das äußerlich unveränderte Gebäude der Aufbereitung in Gräveneck erhalten.

## Grubengebäude
- Karte mit allen Koordinaten:
- OSM |
- WikiMap

Die Grube bestand neben dem Tagebau-Areal direkt nordwestlich des Groebler-Schachts aus zahlreichen Stollen und Schächten, sowie 9 Sohlen – die wichtigsten sind:
- Alter Schacht, ca. Lage
- Groebler-Schacht (Hauptschacht) Lage
- Schacht Lage
- Schacht Lage
- Schacht Lage

- Georgstollen Lage
- Stollen Lage
- Wittekindstollen (Förderstollen) Lage
- Tagebaustollen, ca. Lage

## Aufbereitung

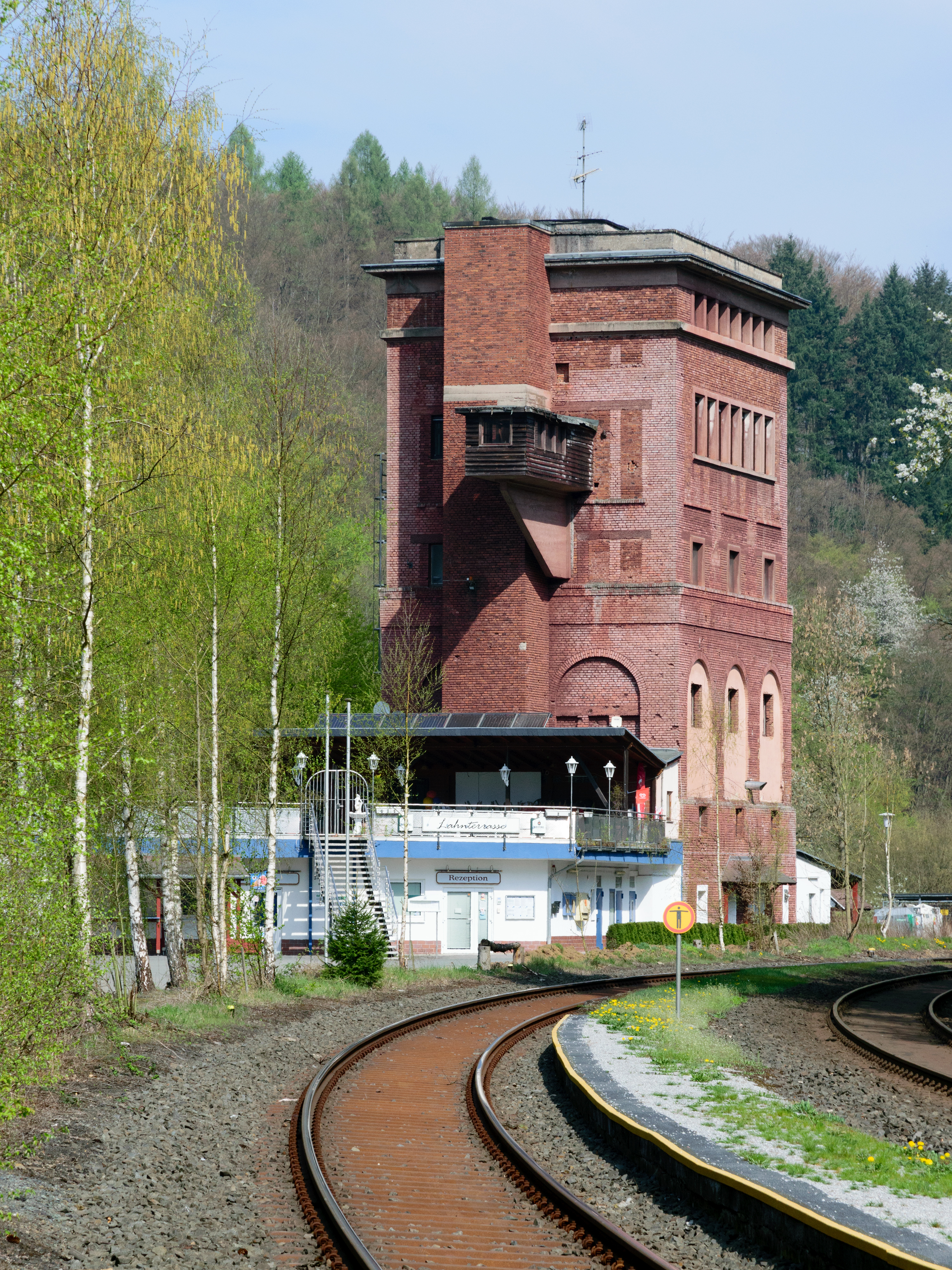
Aufbereitung

Der heute noch erhaltene Aufbereitungsturm am Bahnhof Gräveneck umfasste auf mehreren Etagen Brecheranlage und Klaubetische. Die mechanische Klauberei ging im Oktober 1922 in Betrieb. So konnte zerkleinertes und sorgfältig vorsortiertes Erz in die Bahn verladen werden.
Zwischen 1939 und 1941 wurde die Aufbereitung grundlegend umgebaut und modernisiert, hierbei wurde auch das äußere Erscheinungsbild des Gebäudes stark verändert, der Bau aus massivem Stahlbeton wurde mit Backsteinen verkleidet und erhielt eine optische Gliederung in Stockwerke und Fensterreihen. Die reich gegliederte neue Fassade wurde durch den für seine Sakralbauten bekannten Architekten Jan Hubert Pinand entworfen. Heute ist es geschütztes hessisches Kulturdenkmal.
Das Erz Flusseisenstein (Hämatit) bestand zu 32 % aus Eisen, 21 % aus Kalziumoxid und 11 % aus Siliziumdioxid, der Phosphorgehalt betrug 0,16–0,2 %.